# Liste von Persönlichkeiten der Stadt Deggendorf
Dies sind Listen von Persönlichkeiten der Stadt Deggendorf. Die Listen erheben keinen Anspruch auf Vollständigkeit.

## Söhne und Töchter der Stadt
Folgende Persönlichkeiten sind in der Stadt geboren. Die Auflistung erfolgt chronologisch nach Geburtsjahr. Ob sie ihren späteren Wirkungskreis in Deggendorf hatten oder nicht, ist dabei unerheblich.

### Bis 18. Jahrhundert
- Georg Rörer (1492–1557), lutherischer Theologe und Reformator
- Augustinus Gerlstötter (1610/14–1658), Abt des Benediktinerklosters Metten
- Caspar Aman (1616–1699), Hofkontrollor am kaiserlichen Hof in Wien
- Andreas Trost (1657–1708), Kupferstecher
- Wilhelm Grafsturm (1681–1760), Abt des Klosters Gotteszell
- Willibald Krieger (1685–1769), Jesuit, Theologe, Philosoph und Physiker
- Joseph Gregor Winck (1710–1781), Maler und Stuckator
- Joseph Maria von Weichs (1756–1819), Adeliger, Kammerherr und Regierungspräsident von Oberbayern
- Georg Amann (1780–1831), römisch-katholischer Theologe

### 19. Jahrhundert
- Anton Westermayer (1816–1894), römisch-katholischer Geistlicher, Schriftsteller und Reichstagsabgeordneter
- Alois Edenhofer (1820–1896), Kirchenmusiker und Komponist
- Anton Linsmayer (1827–1886), Altphilologe und Gymnasialrektor
- Georg Ratzinger (1844–1899), römisch-katholischer Geistlicher, Sozialreformer, Publizist und Politiker (Bayerische Patriotenpartei bzw. Bayerischer Bauernbund)
- Henriette von Poschinger (1845–1903), Glas-Designerin
- Viktor Martin Otto Denk (1853–1918), deutscher Schriftsteller und Redakteur
- Ludwig Kandler (1856–1927), Porträt-, Historien- und Genremaler
- Ludwig Ebner (1858–1903), Kirchenmusiker und Komponist
- Maximilian Weber (1866–1944), Mineraloge und Geologe
- Fritz Druckseis (1873–1950), Dialektdichter
- Rudolf Grashey (1876–1950),  Arzt und Radiologe
- August Högn (1878–1961), Lehrer, Heimatforscher und Komponist
- Georg Lotter (1878–1949), Ingenieur
- Otto Grün (1882–1948), Offizier, zuletzt General der Artillerie der Wehrmacht
- Paul Reiß (1883–1958), Direktor der Heil- und Pflegeanstalt Karthaus-Prüll in Regensburg sowie Psychiater und Euthanasiebeteiligter
- Albert Steigenberger (1889–1958), Hotelier

### 20. Jahrhundert
- Jörg Spranger (1911–2008), Kirchenmusiker und Komponist
- Fritz Goller (1914–1986), Kirchenmusiker und Komponist
- Wunibald Puchner (1915–2009), Architekt, Innenarchitekt, Hochschullehrer und Bildhauer
- Otto Kandler (1920–2017), Botaniker und Mikrobiologe
- Ingeborg Bohne-Fiegert (1921–2008), Textilgestalterin und Fachbuchautorin
- Rüdiger Finsterwalder (* 1930), Kartograf und Hochschullehrer
- Konrad Königsberger (1936–2005), Mathematiker
- Dieter Hiesserer (1939–2023), Maler, Zeichner, Bildhauer und Fotokünstler
- Otto Opitz (* 1939), Wirtschaftsmathematiker und Hochschullehrer
- Hans D. Jarass (* 1945), Rechtswissenschaftler
- Rachel Salamander (* 1949), Literaturwissenschafterin und Journalistin
- Gilbert Gornig (* 1950), Staats- und Völkerrechtler
- Lorenz Jarass (* 1951), Wirtschaftswissenschaftler
- Hans-Peter Kapfhammer (* 1952), Psychologe
- Franz Wiese (1952–2021),  Unternehmer und Politiker (AfD)
- Heinrich Hartl (* 1953), Komponist und Pianist
- Norbert Waszek (* 1953), Philosoph und Germanist
- Lydia Hauenschild (* 1957), Schriftstellerin
- Paul Enghofer (* 1958), Dokumentarfilmer, Sprecher, Musiker und Autor
- Stefan Immerfall (* 1958), Soziologe und Hochschullehrer
- Manfred Eder (* 1958), römisch-katholischer Theologe und Hochschullehrer
- Josef Still (* 1959), Domorganist in Trier
- Johann Reißmeier (* 1959), römisch-katholischer Geistlicher
- Peter Teuschel (* 1959), Psychiater, Psychotherapeut und Autor
- Oskar Helmerich (* 1960), Rechtsanwalt und Politiker (SPD, ehemals AfD)
- Joachim Schachtner (* 1963), Biologe und Hochschullehrer
- Gerhard Matzig (* 1963), Journalist
- Rainer Erlinger (* 1965), Arzt, Jurist, Kolumnist und Autor
- Karin Thaler (* 1965), Schauspielerin
- Verena Blechinger-Talcott (* 1966), Japanologin
- Klaus Reischl (* 1966), Jurist und Hochschullehrer
- Peter Knogl (* 1968), Koch
- Kathrin Passig (* 1970), Journalistin und Schriftstellerin
- Reinhold Breu (* 1970), Fußballspieler und -trainer
- Jürgen Falter (* 1971), Fußballspieler
- Django Asül (* 1972), Kabarettist
- Michael Bastian Weiß (* 1974), Komponist und Philosoph
- Martin A. Seidl (* 1975), Organist, Chorleiter und Komponist
- Alexander Stern (* 1976), Installationskünstler und Maler
- Stephan Retzer (* 1976), Eishockeyspieler
- Silvia Maria Engl (* 1977), Autorin
- Christian Moser (* 1977),  Kommunalpolitiker (CSU), Oberbürgermeister von Deggendorf
- Tobias Zellner (* 1977), Fußballspieler und -trainer
- Katrin Ebner-Steiner (* 1978), Politikerin (AfD), seit 2018 Mitglied des Bayerischen Landtags
- Stefan Ebner (* 1980), Politiker (CSU), seit 2023 Abgeordneter im Bayerischen Landtag.
- Michael Miedl (* 1980), Fußballspieler
- Alexander Satschko (* 1980), Tennisspieler und -trainer
- Thomas Greilinger (* 1981), Eishockeyspieler
- Christian Retzer  (* 1982), Eishockeyspieler
- Viktoria Elisabeth Kaunzner (* 1982), Violinistin, Komponistin und Hochschullehrerin
- Christiane Kaufmann (* 1983), Künstlerin
- Toni Schuberl (* 1983), Politiker (Bündnis 90/Die Grünen)
- Kurt Reichermeier (* 1987), Eishockeyspieler
- Thomas Pielmeier (* 1987), Eishockeyspieler
- Daniel Brands (* 1987), Tennisspieler
- Christoph Gawlik (* 1987), Eishockeyspieler
- Timo Pielmeier (* 1989), Eishockeytorwart
- Patrick Geiger (* 1989), Eishockeyspieler
- Andreas Gawlik (* 1989), Eishockeyspieler
- Marco Holz (* 1990), Fußballspieler
- Teresa Sperling (* 1990), Schauspielerin
- Patrick Wiegers (* 1990), Fußballtorhüter
- Simon Brandhuber (* 1991), Gewichtheber
- Kevin Scheidhauer (* 1992), Fußballspieler
- Robin Yalçın (* 1994), Fußballspieler
- Marco Eisenhut (* 1994), Eishockeytorwart
- Gudrun Stock (* 1995), Radrennfahrerin
- Manuel Wiederer (* 1996), Eishockeyspieler
- Matthias Stingl (* 1998), Fußballspieler

### 21. Jahrhundert
- Franziska Kett (* 2004), Fußballspielerin

## Personen in Verbindung mit Deggendorf und eingemeindeten Stadtteilen
Folgende Persönlichkeiten haben Bezug zur heutigen Stadt Deggendorf und den eingemeindeten Ortsteilen. Die Auflistung erfolgt chronologisch nach Geburtsjahr.
- Heinrich XV. (1312–1333), Herzog von Bayern, „Heinrich der Natternberger“
- Benedikt Schöttl (1688–1742), Maurermeister und Architekt, Stadtmaurermeister in Deggendorf
- Johann Jakob Kollmann (1714–1778), Stadtphysikus in Deggendorf
- Gabriel Ritter von Morhart (1840–nach 1920), Jurist, Bezirksamtsassessor in Deggendorf, später unter anderem Regierungsrat und Senatspräsident[1]
- Cölestin Maier (1871–1935), Abt von Schweiklberg, geboren in Natternberg
- Vinzenz Goller (1873–1953), Komponist, Kirchenmusiker in Deggendorf
- Max Hebecker (1882–1948), Bergbauingenieur und Initiator des sog. Wära-Wunders von Schwanenkirchen, verstorben in Fischerdorf
- Rudolf Ismayr (1908–1998), Olympiasieger (TV Deggendorf)
- Lutz Dieter Behrendt (* 1941), Historiker, Archivar in Deggendorf
- Hans Wallner (* 1950), Landtagsabgeordneter (CSU), geboren in Mietraching
- Florian Pronold (* 1972), Politiker (SPD), seit 2002 MdB, Abitur und Banklehre in Deggendorf